# Kent County (Michigan)
Kent County je okres ve státě Michigan v USA. K roku 2010 zde žilo 602 622 obyvatel. Správním městem okresu je Grand Rapids. Celková rozloha okresu činí 2 259 km².

## Sousední okresy
| Růžice kompasu | Muskegon County | Newaygo County         | Montcalm County | Růžice kompasu |
| Růžice kompasu | Ottawa County   | Sever                  | Ionia County    | Růžice kompasu |
| Růžice kompasu | Ottawa County   | Kent County (Michigan) | Ionia County    | Růžice kompasu |
| Růžice kompasu | Ottawa County   | Jih                    | Ionia County    | Růžice kompasu |
| Růžice kompasu | Allegan County  |                        | Barry County    | Růžice kompasu |